# Kiss Unplugged
Albums de Kiss
Alive III
(1992) You Wanted The Best, You Got The Best
(1996)
Kiss Unplugged est un album live du groupe de hard rock Kiss enregistré sur le plateau de MTV Unplugged en 1995 et sorti en 1996. C'est le seul album sur lequel plus de quatre membres ayant joué pour Kiss figurent.
Le concert donné ce soir du 9 août 1995 demeure l'unique dans la carrière de Kiss où le line-up d'origine (Paul Stanley, Gene Simmons, Ace Frehley et Peter Criss) joue sans maquillages.

## Titres
1. Comin' Home - 2:51
2. Plaster Caster - 3:17
3. Going' Blind - 3:37
4. Do You Love Me - 3:13
5. Domino - 3:46 (Simmons)
6. Sure Know Something - 4:14
7. A World Without Heroes - 2:57
8. Rock Bottom - 3:20
9. See You Tonight - 2:26
10. I Still Love You - 6:09
11. Every Time I Look at You - 4:43
12. 2.000 Man - 5:12
13. Beth - 2:50
14. Nothin' to Lose - 3:42
15. Rock and Roll All Nite - 4:19

## Formation
- Gene Simmons : basse ; chants sur 2, 3, 5, 7, 9, 15.
- Paul Stanley : guitare rythmique ; chants sur 1, 4, 6, 8, 10, 11.
- Bruce Kulick : guitare solo
- Eric Singer : batterie, percussions, chœurs ; chants sur 14.
- Ace Frehley : guitare solo ; chants sur 12.
- Peter Criss : batterie, percussions, chœurs ; chants sur 13 et 14.